# Линдхолм, Карл
Карл Карлович Линдхолм (имя при рождении Karl Fredrik Lindholm; 5 мая 1860, Або — 4 февраля 1917) — российский спортсмен, входил в олимпийскую сборную России, бронзовый призёр Олимпийских игр 1912 года в Стокгольме в парусном спорте в командной гонке (класс «10 метров»).
В экипаж «Галлии II» кроме него входили: Эспер Белосельский, Эрнест Браше, Николай Пушницкий, Александр Родионов, Филип Штраух и Иосиф Шомакер. Владелец яхты: Александр Вышнеградский.